# Markus Feulner
Markus Feulner (ur. 12 lutego 1982 w Scheßlitz) – niemiecki piłkarz występujący na pozycji pomocnika.

## Kariera klubowa
Feulner jest wychowankiem klubu SV Pettstadt, w którym treningi rozpoczął w 1988 roku. Potem trenował w klubie FC Bamberg, a w 1997 roku trafił do ekipy juniorskiej Bayernu Monachium. W 2001 roku został włączony do pierwszej drużyny Bayernu, grającej w Bundeslidze. W tych rozgrywkach zadebiutował 23 lutego 2002 roku wygranym 6:0 meczu z Energie Cottbus. W 2003 roku Feulner zdobył z klubem mistrzostwo Niemiec oraz Puchar Niemiec. W pierwszej drużynie Bayernu spędził 2,5 roku. W tym czasie rozegrał tam 13 ligowych spotkań.
W styczniu 2004 odszedł do 1. FC Köln, również z Bundesligi. Pierwszy ligowy mecz zaliczył tam 31 stycznia 2004 roku przeciwko Borussii Mönchengladbach (1:0). 20 marca 2004 roku w zremisowanym 2:2 pojedynku z VfB Stuttgart Feulner strzelił pierwszego gola w trakcie gry w Bundeslidze. W 2004 roku spadł z zespołem do 2. Bundesligi. Po roku powrócił z nim do Bundesligi. Jednak w 2006 roku ponownie spadł z klubem do 2. Bundesligi. Wówczas odszedł z drużyny.
Jego nowym klubem został pierwszoligowy 1. FSV Mainz 05. Pierwszy występ zanotował tam 12 sierpnia 2006 roku w wygranym 2:1 spotkaniu z VfL Bochum. W 2007 roku spadł z klubem do 2. Bundesligi. W Mainz grał jeszcze przez 2 lata. W sumie zagrał tam w 87 meczach i strzelił 15 goli.
W lipcu 2009 roku Feulner na zasadzie prawa Bosmana trafił do pierwszoligowej Borussii Dortmund. W jej barwach zadebiutował 29 sierpnia 2009 roku w zremisowanym 1:1 ligowym pojedynku z Eintrachtem Frankfurt.
Po zakończonym sezonie 2010/11 Borussii Dortmund poinformowała, że w sezonie 2011/12 będzie on bronił barw 1. FC Nürnberg. Środkowy pomocnik związał się ze swoim nowym pracodawcą dwuletnim kontraktem. Kwota transferu nie została ujawniona. W 2014 roku przeszedł do FC Augsburg.

## Kariera reprezentacyjna
Feulner rozegrał 13 spotkań i zdobył jedną bramkę w reprezentacji Niemiec U-21.